# Linia kolejowa nr 103
Linia kolejowa nr 103 – drugorzędna, jednotorowa, częściowo zelektryfikowana linia kolejowa łącząca Trzebinię i Wadowice, otwarta 15 sierpnia 1899.
W 1982 roku zelektryfikowano odcinek Trzebinia-Bolęcin, w 1989 odcinek Spytkowice-Wadowice, zaś w 1991 Bolęcin-Spytkowice. W 1988 roku w związku z budową Zbiornika Świnna Poręba zawieszono kursowanie pociągów na odcinku Wadowice-Skawce. Tory zostały tam rozebrane w latach 1988–1992. W 2002 roku zamknięto ruch pasażerski na trasie Trzebinia-Wadowice. W 2003 zdjęto sieć trakcyjną na odcinku Trzebinia – Spytkowice, a w 2012 roku zdemontowano również sieć trakcyjną na odcinku Spytkowice – Wadowice.
Obecnie ruch towarowy odbywa się na odcinku Spytkowice-Okleśna (do Zakładów Chemicznych w Alwerni). Wskutek działania m.in. złodziei kradnących szyny i elementy mocowania nieprzejezdny jest odcinek Trzebinia-Okleśna oraz fragment odcinka Spytkowice-Wadowice od strony Wadowic.
W śladzie rozebranego toru z Wadowic do stacji Skawce na odcinku pomiędzy Wadowicami a mostem na Ponikiewce (w pobliżu wcześniejszego przystanku kolejowego Czartak) w 2014 r. powstała 3-kilometrowa ścieżka rowerowa.
W 2017 roku staraniem społeczników udrożniono tory między Regulicami Górnymi a Alwernią. Na odcinku tym funkcjonuje Lokalna Kolej Drezynowa w Regulicach. W ciągu najbliższych lat PKP PLK w zamierzeniach inwestycyjnych planuje reaktywacje linii z Trzebini do Wadowic poprzez modernizację i ponowną elektryfikację.